# CCCP Fedeli alla linea
CCCP Fedeli alla linea (СССР Верны Линии) — итальянская рок-группа, образованная в 1982 году в Берлине вокалистом Джованни Линдо Ферретти и гитаристом Массимо Дзамбони. Музыканты определяли стиль своего творчества как «punk filosovietico — musica melodica emiliana» («филосоветский панк — мелодичная эмильянская музыка»; Эмилья - Романья — регион в Италии).

## Описание
Перевод названия группы — «верные линии СССР», причём название государства изображалось в кириллическом виде, но писалось латинскими буквами (в первой песне дебютного альбома «1964-1985 Affinità-divergenze fra il compagno Togliatti e noi (Del conseguimento della maggiore età)» Ферретти произносит «чи-чи-чи-пи»(примечание: в принципе по-итальянски СССР так и пишется, только латинскими буквами, и буквально читается по правилам ит.языка как чи-чи-чи-пи).
Вопреки устоявшимся стереотипам жанра панк-рок, CCCP стремились к музыкальному разнообразию, совмещая в песнях элементы таких направлений, как индастриал, электропоп, народной и даже камерной музыки. В текстах преобладали прогнозирование мрачного будущего человечества и философский экзистенциализм.
В 1989 году группа дала концерты в Москве и Ленинграде.
Коллектив распался в 1990 году, в эпоху крушения восточноевропейской системы социализма. Выходцы из группы создали новую группу Consorzio Suonatori Indipendenti («Консорциум независимых исполнителей»), чья аббревиатура CSI совпадала с СНГ.

## Состав
Бывшие участники
- Джованни Линдо Ферретти
- Массимо Дзамбони
- Аннарелла Джудичи
- Данило Фатур
- Умберто Негри
- Карло Кьяппарини
- Джанни Марокколо
- Франческо Маньелли
- Ринго Де Пальма
- Иньяцио Орландо
- Джорджо Канали

## Дискография

### Студийные альбомы
- 1964-1985 Affinità-divergenze fra il compagno Togliatti e noi (Del conseguimento della maggiore età), 1986
- Socialismo e barbarie, 1988
- Canzoni, preghiere, danze del II Millennio (sezione Europa), 1989
- Epica Etica Etnica Pathos, 1990

### Концертные альбомы
- Live in Punkow, 1996

### Сборники
- Compagni, cittadini, fratelli, partigiani / Ortodossia II, 1988
- Ecco i miei gioielli, 1992
- Enjoy CCCP, 1994